# Plainsboro Township
Plainsboro Township est une ville du comté de Middlesex dans le New Jersey.

## Population
La population de la ville s'élevait à 22 999 habitants en 2010.